# 英厄姆鎮區 (密西根州)
英厄姆鎮區（英語：Ingham Township）是位於美國密西根州英厄姆縣的一個行政鎮區。

## 地方資料
英厄姆鎮區的面積為84.74平方千米，當中陸地面積為84.61平方千米，而水域面積為0.13平方千米。根據2020年美國人口普查的數據，當地共有人口2401人，而人口密度為每平方千米28.33人。